# Andreas Klöden
Andreas Klöden, né le 22 juin 1975 à Mittweida, est un coureur cycliste allemand. Professionnel de 1998 à 2013, il rejoint l'équipe Astana en 2007, puis la quitte en 2010 pour signer avec l'équipe RadioShack dans laquelle il termine sa carrière en 2013. Il a remporté plusieurs courses par étapes d'une semaine (Paris-Nice, Tour du Pays basque, Tirreno-Adriatico, Tour de Romandie) et a également terminé deux fois deuxième du Tour de France.

## Repères biographiques et carrière amateur
Andreas Klöden est né le 22 juin 1975 à Mittweida, en RDA. Le père de Klöden est un ancien pilote de chasse de l'armée est-allemande et sa mère est professeur d'art, il a deux sœurs. Il s'est marié le 21 octobre 2006 à Berlin, avec Bettina. Il est le père de deux enfants : Félicitas et Laeticia. Il vit avec sa famille à Kreuzlingen en Suisse. Il mesure 1,83 m pour un poids de forme de 63 kg.
Commençant le cyclisme à l'âge de neuf ans, il a connu Jan Ullrich en 1986 dans la formation des futurs athlètes de la RDA. En 1999, Klöden vivait à Berlin mais il déménage pour rejoindre Jan Ullrich dans le petit village de Merdingen en Allemagne. En 2004, Jan Ullrich et Andreas Klöden emménagent en Suisse, au bord du lac de Constance.
Troisième du championnat du monde du contre-la-montre espoirs en 1996, Andreas Klöden est champion d'Allemagne sur route espoir en 1997. En 1998, il remporte le prologue du Tour de Normandie au mois de mars. En avril, il gagne une étape contre-la-montre et le classement général du Tour de Basse-Saxe.

## Carrière professionnelle

### 1998-2006: chez Telekom

#### 1998: première saison professionnelle et premières victoires
Klöden devient cycliste professionnel en mai 1998 au sein de l’équipe « Deutsche Telekom » qui est rebaptisée « T-Mobile » en 2004. Il évolue aux côtés de Bjarne Riis et Jan Ullrich, vainqueurs du Tour de France en 1996 et 1997.
Il participe à son premier grand tour, le Tour d'Espagne, qu'il abandonne lors de la dixième étape.

#### 1999: équipier d'Ullrich sur le Tour d'Espagne

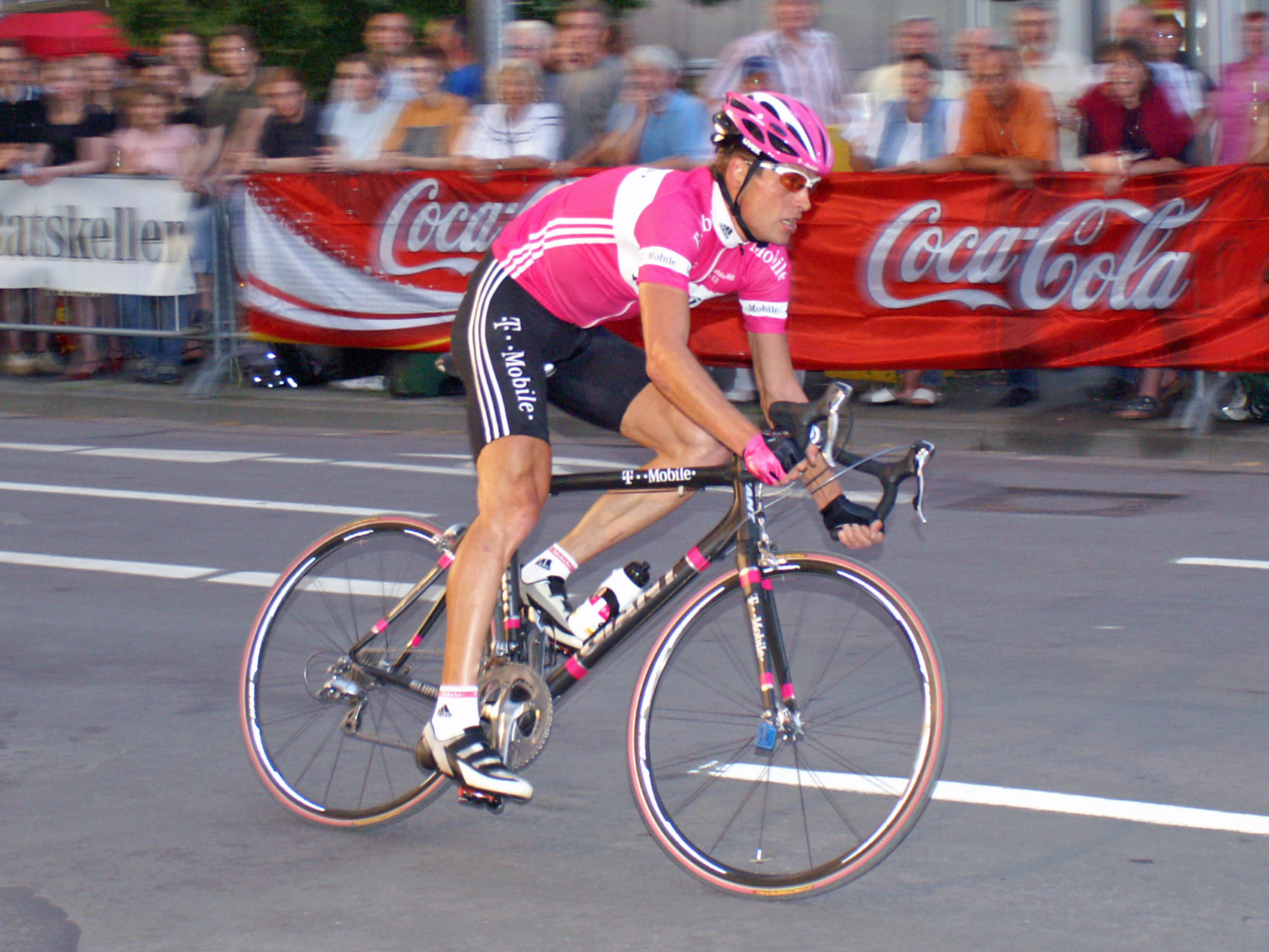
Il est équipier de Jan Ullrich (ici en 2005) qui remporte le Tour d'Espagne 1999.

Vainqueur d'étape au Tour de l'Algarve en 1999, il prend à nouveau part au Tour d'Espagne. Il le termine cette fois, à la 62e place, en épaulant son leader Jan Ullrich qui s'impose au classement général.

#### 2000: victoire sur Paris-Nice et le Tour du Pays basque
Andreas Klöden se révèle au plus haut niveau en début d'année 2000 en gagnant Paris-Nice. Il défait le Français Laurent Brochard, leader du classement général depuis le début de la course, lors de l'avant-dernière étape, un contre-la-montre au col d'Èze qu'il remporte. Jusqu'alors peu connu, Klöden est un vainqueur surprise de cette course. De par ses « qualités de rouleurs » et sa capacité à « [gravir] les cols sans lever les fesses de la selle », il est qualifié de « clone » de son ami Jan Ullrich. Le mois suivant, il remporte le Tour du Pays basque. Il prend la première place lors de la dernière étape, en s'imposant là aussi lors d'un contre-la-montre en côte. Il devance l'Italien Danilo Di Luca (2e) et le Français Laurent Jalabert (3e). Ces deux victoires importantes font de Klöden l'une des principales révélations du début d'année. Il ne dispute toutefois pas le Tour de France, son directeur sportif Walter Godefroot le jugeant encore « trop tendre ». Il est en revanche présent aux côtés de Jan Ullrich au Tour d'Espagne. En septembre, il obtient une médaille de bronze aux Jeux olympiques de Sydney dans l'épreuve de course en ligne derrière ses coéquipiers de la Telekom, l'Allemand Jan Ullrich et le Kazakh Alexandre Vinokourov.

#### 2001: premier Tour de France
En 2001, il participe pour la première fois de sa carrière au Tour de France, comme équipier de son leader Jan Ullrich et du sprinteur Erik Zabel. Il termine 26e au classement final à près d'une heure de Lance Armstrong.

#### 2002
Blessé en 2002, Andreas Klöden manque une partie importante de la saison. Il n'est pas sélectionné pour le Tour de France par Telekom, qui lui préfère le sprinter Danilo Hondo. Il participe à la fin de l'été au Tour d'Espagne, qu'il abandonne à la quinzième étape.

#### 2003
En 2003, il termine quatrième du Critérium international, avec une deuxième place au contre-la-montre à 4 secondes de son compatriote Jens Voigt. Une chute lors de la première étape du Tour de France, le contraint à l'abandon huit jours plus tard.

#### 2004: champion d'Allemagne et deuxième du Tour de France

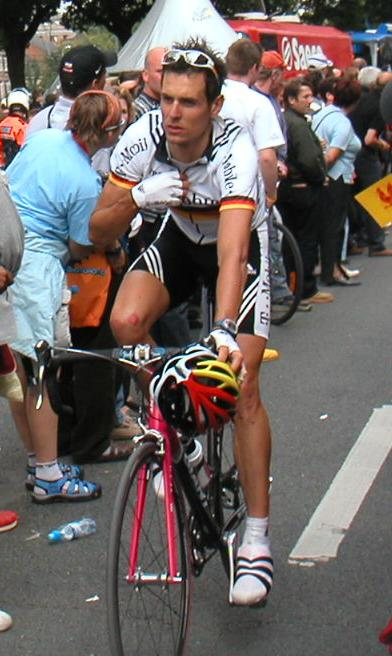
Andreas Klöden avec le maillot de champion d'Allemagne en 2004

En 2004, il participe en avril à la campagne des classiques ardennaises et termine notamment sixième de la Flèche wallonne dans un petit groupe à 18 secondes du vainqueur, l'Italien Davide Rebellin. En mai il est ensuite second du Tour de Bavière derrière Jens Voigt. Il prend part ensuite en juin au Tour d'Allemagne. Il l'achève à la sixième place à un peu moins d'une minute de Patrik Sinkewitz. À la fin du mois, il devient pour la première fois champion d'Allemagne en devançant Stefan Schumacher et Fabian Wegmann.
Il prend ensuite le départ du Tour de France avec pour but de travailler pour son leader Jan Ullrich. Il obtient de nombreuses places d'honneurs : deuxième à Saint-Flour devant son équipier Erik Zabel, troisième de la première étape de montagne (au sommet de La Mongie) avec Francisco Mancebo à 20 secondes d'Ivan Basso et de Lance Armstrong, quatrième au sommet du Plateau de Beille et à Villard-de-Lans, troisième à une minute et 41 secondes de Lance Armstrong lors du contre-la-montre de l'Alpe d'Huez, deuxième à l'arrivée au Grand Bornand et troisième du dernier contre-la-montre de Besançon à 1 minute 27 secondes de Lance Armstrong. Il termine ainsi deuxième à 6 minutes et 19 secondes de Lance Armstrong, devant Ivan Basso et Jan Ullrich. Il remporte avec la T-Mobile le classement par équipes. En 2012, Lance Armstrong est officiellement disqualifié, le Tour de France reste sans vainqueur.

#### 2005

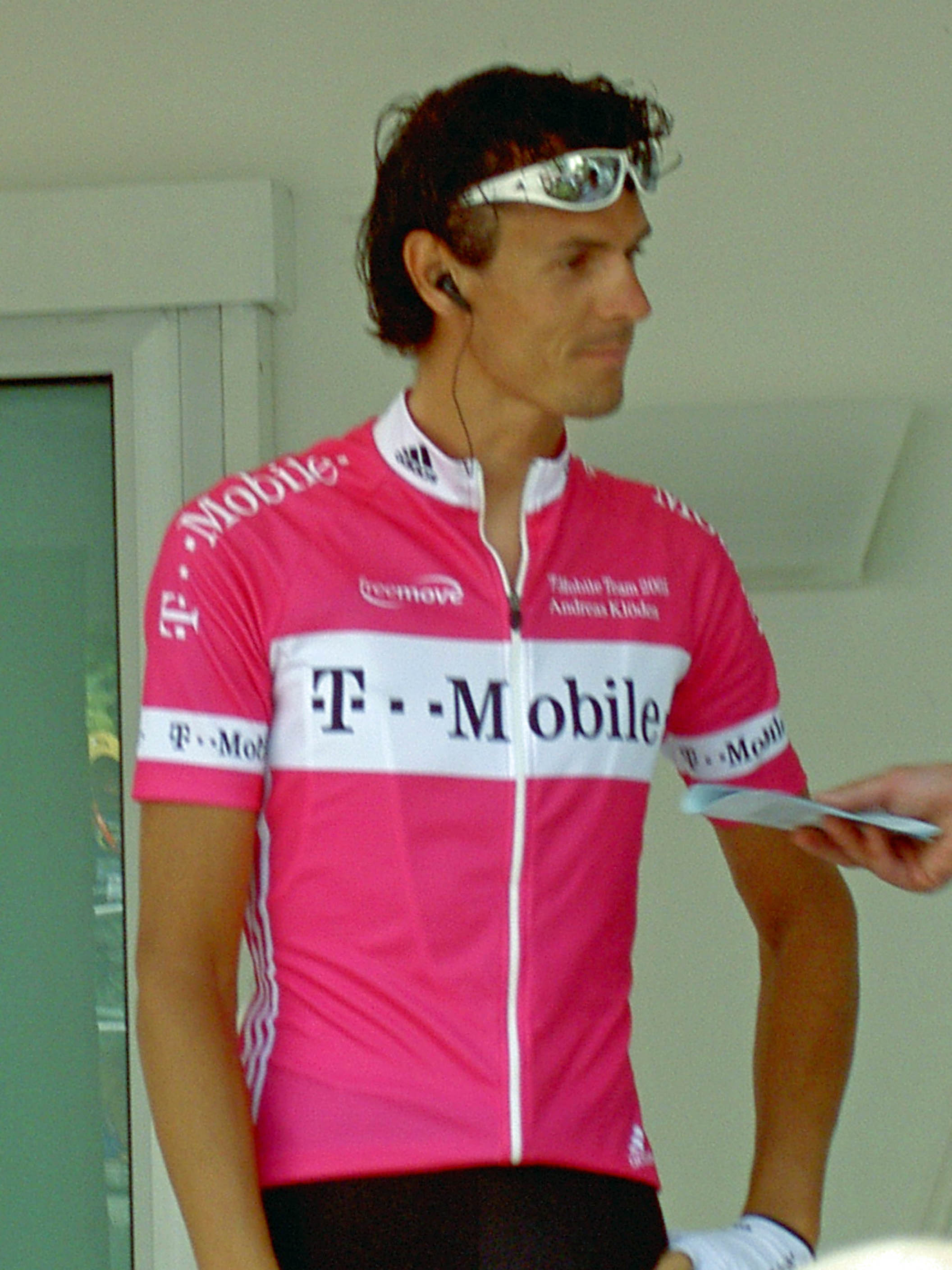
Andreas Klöden en 2005

En 2005, il remporte une victoire d'étape lors du Tour de Bavière. Au cours du Tour de France, il termine deuxième lors de la 8e étape à Gérardmer, battu au sprint pour un centimètre par le Néerlandais Pieter Weening. Il termine aussi neuvième à Courchevel et à Ax 3 Domaines. Alors qu'il occupe la onzième place au classement général à douze minutes de Lance Armstrong, il est victime d'une chute la veille de son abandon sur la route de Pau. Sa saison s'arrête avec une fracture du scaphoïde

#### 2006: nouvelle deuxième place sur le Tour de France
En 2006, Andreas Klöden reprend la compétition lors du Tirreno-Adriatico où il termine 130e à 29 minutes de Thomas Dekker. Après une chute à l'entraînement, il effectue son retour à la compétition lors du Tour de Bavière, il se classe troisième du contre-la-montre. Il abandonne le Tour de Suisse à cause d'une maladie, déclare forfait pour le championnat d'Allemagne mais s'engage sur le Tour de France 2006. À la suite de l'affaire Puerto, il devient le leader de la formation T-Mobile après l'éviction de Jan Ullrich. Il termine tout d'abord huitième du contre-la-montre à Rennes, il termine neuvième au sommet du Val d'Aran-Pla-de-Beret à 1 minute 31 secondes du vainqueur Denis Menchov, cinquième à l'Alpe d'Huez et à La Toussuire. Il attaque le maillot jaune, Floyd Landis, sur la montée de l'Alpe d'Huez. Ce dernier s'est contenté de le suivre et de ne prendre aucun relais. Le lendemain sur l'étape de la Toussuire, Floyd Landis est victime d'une défaillance et perd plus de 10 minutes sur le premier, Mickael Rasmussen. Floyd Landis attaque le lendemain sur l'étape de Morzine et rattrape son retard sur tous les favoris. Quant à Klöden, il termine huitième de l'étape à Morzine. Lors du dernier contre-la-montre de Montceau-les-Mines, Andreas Klöden termine deuxième, 40 secondes derrière son équipier Serhiy Honchar. Il récupère la troisième place au classement général à Carlos Sastre. Il termine le Tour de France à la troisième place au classement final à 1 minute 29 secondes de Floyd Landis, premier, et à 30 secondes de Óscar Pereiro, deuxième. Il sera ensuite classé deuxième de la compétition à la suite du déclassement de Landis pour dopage. Par la suite, il remporte le contre le montre et le classement final du Regio-Tour. Lors du championnat du monde du contre-la-montre à Salzbourg, il se classe 27e.
Fin août 2006, Klöden annonce sur son site internet qu'il rejoint la formation Astana pour la saison 2007. Il retrouve donc son ancien équipier Alexandre Vinokourov, parti de la T-Mobile en 2005.

« Ce qui a été déterminant dans ma décision, c'est que je vais aller dans une équipe très forte, avec Alexandre Vinokourov et Andrey Kashechkin, avec laquelle je peux aller loin la saison prochaine ; quitter T-Mobile en fin de saison après tant d'années ne sera pas facile mais je suis confiant dans l'avenir et je me réjouis de ce nouveau défi », a ajouté Klöden.

### De 2007 à 2009 chez Astana

#### 2007: victoire sur Tirreno-Adriatico
En 2007, Andreas Klöden rejoint la formation Astana. Il reprend la compétition sur le Tour de l'Algarve dont il se classe 19e. Il remporte Tirreno-Adriatico devant le Luxembourgeois Kim Kirchen et son coéquipier Kazakh Alexandre Vinokourov, puis le Circuit de la Sarthe avec une victoire d'étape sur un contre-la-montre à Angers. Visant la victoire sur le Tour de France, il termine deuxième du prologue. Il chute cependant lors de la 5e étape. Souffrant d'un coccyx fêlé, il prend néanmoins le départ le lendemain, en compagnie de son coéquipier Alexandre Vinokourov, lui aussi victime d'une chute au cours de la 5e étape et souffrant d'une plaie au genou. Lors du second jour de repos (24 juillet) du Tour de France 2007 entre les 15e et 16e étapes, Vinokourov est contrôlé positif aux transfusions homologues. À la suite de cette nouvelle, les dirigeants d'Astana annoncent que l'équipe se retire. Klöden était alors cinquième du classement général à 5 minutes 34 secondes du leader danois Michael Rasmussen.

#### 2008: victoire sur le Tour de Romandie

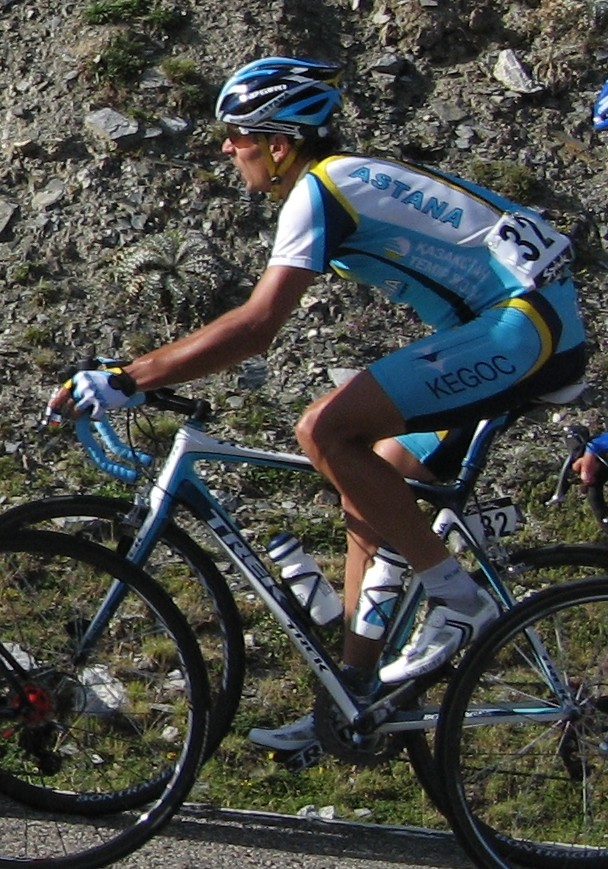
Sur le Tour d'Espagne 2008

Andreas Klöden commence sa saison au Portugal où il participe au Tour du district de Santarém dont il prend la troisième place du classement général.
Début mai, il participe au Tour de Romandie dont il a fait un de ces objectifs de l'année dans la mesure où l'équipe Astana est interdite de départ de plusieurs épreuves importantes. Il s'impose au contre-la-montre de Sion devant Thomas Dekker et gère ensuite son avantage dans l'étape reine entre Sion et Zinal soutenu par une excellente équipe.
Moins d'une semaine avant le départ du Tour d'Italie, la société organisatrice annonce la sélection de l'équipe pour la course. Andreas Klöden est donc appelé à participer au premier grand tour de l'année, une première pour lui sur le Tour d'Italie. Il est coéquipier de l'un des favoris, Alberto Contador. Très vite atteint de problèmes respiratoires, son fait majeur lors de cette course est sa troisième place lors de la 10e étape, un contre-la-montre entre Pesaro et Urbino. Il est alors 6e du classement général. Il abandonne la course lors de la 20e étape, laissant Contador remporter le classement général.
Le 20 mai 2008, Andreas Klöden annonce qu'il ne souhaite plus représenter l'Allemagne en compétition et refuse ainsi la sélection pour les Jeux olympiques de Pékin.
Le mois de juin d'Andreas Klöden est particulièrement réussi. Il finit le Tour de Suisse, finissant deuxième d'une étape de montagne, et troisième du contre-la-montre en montagne. Il termine finalement deuxième derrière le jeune Roman Kreuziger plus constant que lui.
En fin de saison, il participe au Tour d'Espagne 2008, une première pour lui depuis 2002 en tant qu'équipier d'Alberto Contador. Il se classe 20e du classement général, pendant que ses coéquipiers Contador et Levi Leipheimer trustent les deux premières places.
Il termine 3e du classement général de l'UCI ProTour, le meilleur classement mondial de sa carrière, derrière l'Espagnol Alejandro Valverde et l'Italien Damiano Cunego.

#### 2009

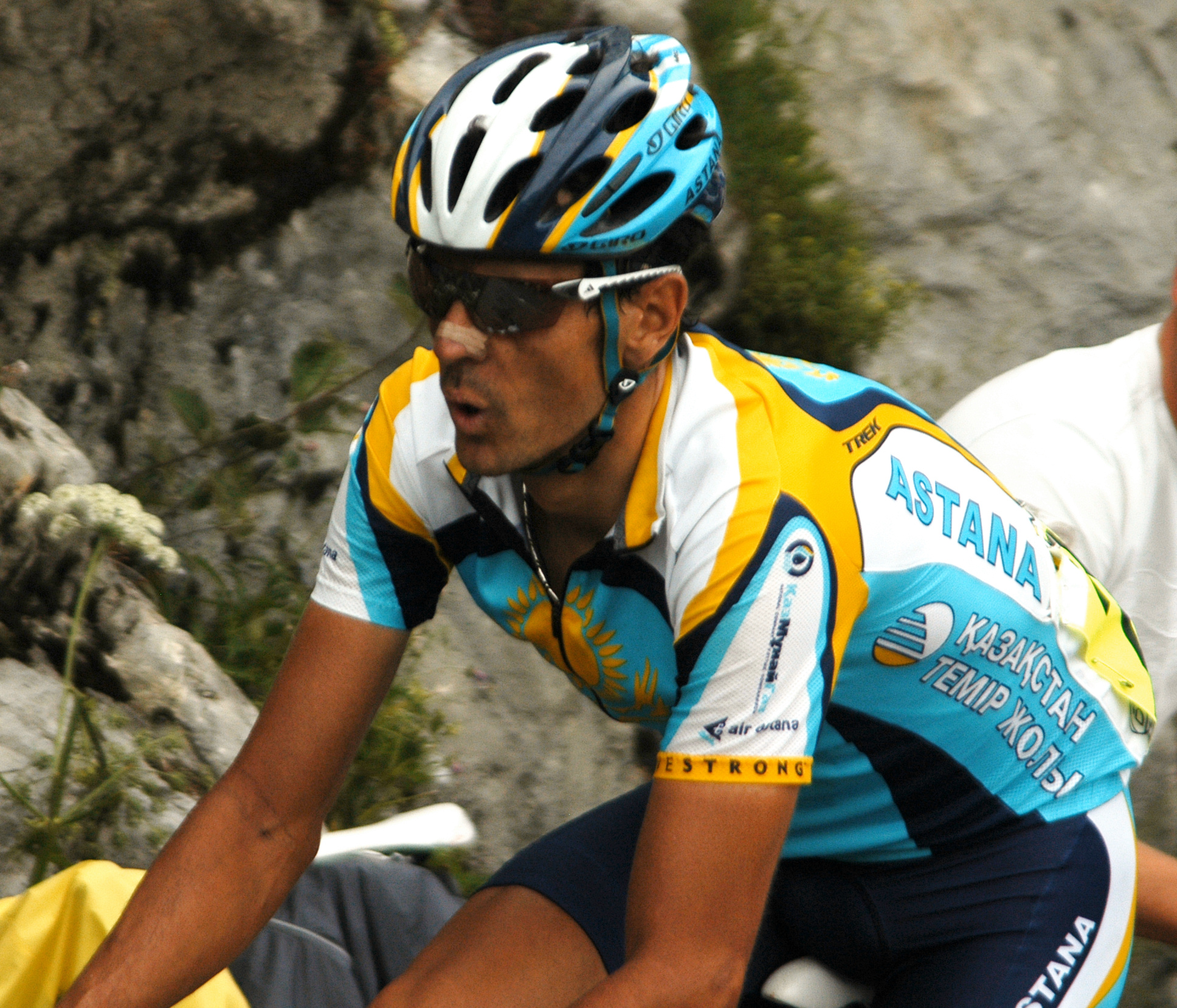
Au Tour de France 2009, lors de la.

Début 2009, Klöden entame sa troisième saison sous les couleurs d'Astana. Son premier résultat significatif intervient lors du Tour de l'Algarve où il termine cinquième du classement général final à un peu plus d'une minute du vainqueur de l'épreuve, son coéquipier espagnol Alberto Contador. Il participe ensuite à sa première course du Calendrier mondial UCI 2009 avec la course italienne de Tirreno-Adriatico. Il y remporte la 5e étape, un contre-la-montre de 30 kilomètres tracé entre Loreto Aprutino et Macerata. Il prend à cette occasion le maillot de leader mais le perd à l'issue de l'étape suivante. Il termine troisième du classement général.
Il remporte ensuite la première étape du Tour du Trentin, de nouveau un contre-la-montre. Dans sa préparation pour le Tour de France, il prend le départ du Tour de Luxembourg qu'il termine second derrière le Luxembourgeois Fränk Schleck. C'est ensuite sur le Tour de Suisse qu'il continue sa montée en puissance. Troisième du prologue, il termine quatrième, à presque trois minutes du Suisse Fabian Cancellara.
Il prend ensuite le départ du Tour de France au sein d'une équipe Astana qui comprend également Lance Armstrong et Alberto Contador. Il est quatrième de la première étape dans les rues de Monaco. Après deux étapes plates, il remporte avec ses coéquipiers le contre-la-montre par équipes dessiné autour de Montpellier. Lors de la traversée des Pyrénées, Klöden se fait plutôt discret et termine le massif en sixième position au classement général dans la même minute que le porteur du maillot jaune, l'italien Rinaldo Nocentini. Huitième de la 15e étape qui voit son coéquipier Contador prendre le maillot de leader, il se classe ensuite sixième de la 17e et neuvième de la 18e. Il termine ce Tour de France à la sixième place finale, à 6 minutes 42 secondes d'Alberto Contador. Collectivement, Astana repart avec le classement par équipes.

### Depuis 2010 chez RadioShack

#### 2010

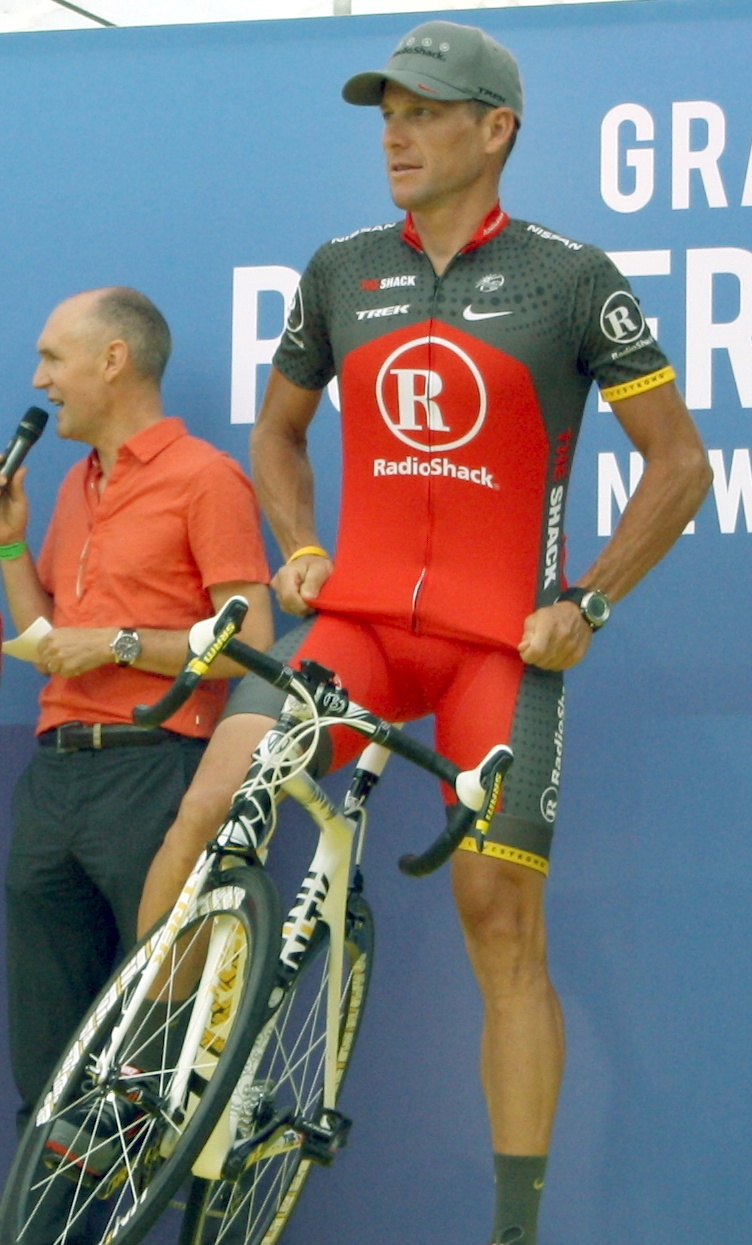
Lance Armstrong qu'il suit dans sa nouvelle équipe Team RadioShack.

En 2010, il rejoint l'équipe Team RadioShack en tant qu'équipier de Lance Armstrong et avec plusieurs éléments de l'équipe Astana dont notamment Levi Leipheimer.
Il participe en début de saison au Tour d'Algarve (8e) et au Tour de Murcie (4e). Après une participation à la campagne des classiques ardennaises (24e de la Flèche Wallonne), il entame sa préparation pour les grandes échéances de juillet avec une huitième place sur le Tour de Luxembourg ainsi que sur le Tour de Suisse à un peu d'une minute du vainqueur Fränk Schleck.
Il prend ensuite le départ du Tour de France en tant qu'équipier de l'Américain Lance Armstrong.
Il finit le Tour à la treizième place,.

#### 2011: victoire sur le Tour du Pays basque
En mars 2011, il se classe deuxième place de Paris-Nice en y remportant la 5e étape et gagne l'étape contre-la-montre du Critérium international. En avril, il s'impose également en contre-la-montre au Tour du Trentin, après avoir remporté le Tour du Pays basque, épreuve labellisée UCI World Tour et dont il a été déjà été vainqueur onze ans auparavant. Il y devance son coéquipier Christopher Horner et Robert Gesink au classement général. Le 1er juin 2011, il participe au Tour de Luxembourg en tant qu'outsider mais il finit 37e à 2 minutes et 32 secondes du vainqueur, Linus Gerdemann.
Il prend le départ du Tour de France avec des ambitions au classement général au sein d'un Team RadioShack dense. Après les abandons de Janez Brajkovič, de Christopher Horner et le retard de Levi Leipheimer à la suite des chutes de la première semaine, il devient l'unique leader de sa formation, malheureusement il chute dans la descente du col du Pas de Peyrol lors de la 9e étape et souffre du dos, il est victime d'une seconde chute dans la descente de la Hourquette d'Ancizan lors de la 12e étape, le contraignant à abandonner lors de l'étape du lendemain entre Pau et Lourdes.

#### 2012

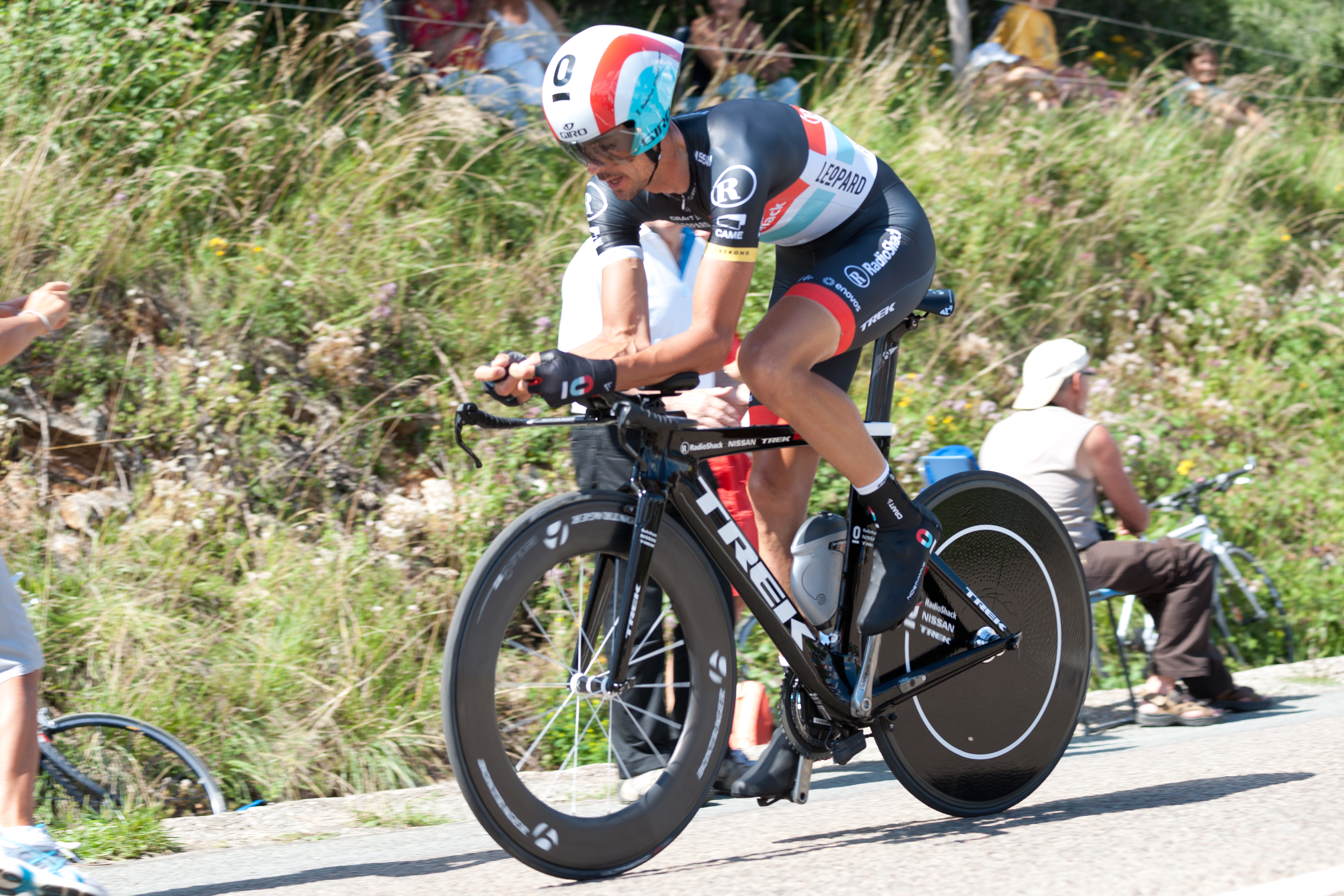
Sur le Tour de France 2012.

Fin 2011, l'équipe RadioShack fusionne avec l'équipe Leopard-Trek. Klöden fait partie des coureurs de l'équipe américaine à continuer l'aventure avec l'équipe luxembourgeoise.
Il commence sa saison par une 18e place sur Paris-Nice. Dans sa préparation au Tour de France, il prend part au Tour de Romandie qu'il achève à la 22e place. Malgré ces résultats en demi-teinte, il est sélectionné par son équipe sur la grand-messe de juillet, il est co-leader avec le Luxembourgeois Fränk Schleck. Il termine 11e du classement général final, le deuxième coureur de son équipe après Haimar Zubeldia 6e. RadioShack-Leopard remporte le classement par équipes, c'est la sixième fois qu'il remporte ce trophée, après 2004, 2005, 2006, 2009 et 2010.

#### 2013: dernière saison
Klöden est en début de saison neuvième du Tour d'Algarve et de Paris-Nice. Quatrième du Tour de Belgique, il est en juillet 30e du Tour de France. Sur cette grande boucle, il est deuxième de la dix-neuvième étape. En fin de saison, l'Allemand annonce la fin de sa carrière professionnelle.
En 2015, il apparaît brièvement dans le film The Program, retraçant les faits de dopage commis par le coureur cycliste américain Lance Armstrong.

## Affaires de dopage

### La clinique universitaire de Fribourg
Le journal Stuttgarter Zeitung affirme qu'au moins cinq coureurs de l'équipe T-Mobile se sont dopés lors du Tour de France 2006 dans son édition du 7 décembre 2007. À l'issue du prologue à Strasbourg, le 1er juillet 2006, les coureurs, dont l'identité n'est pas divulguée, s'étaient rendus à Fribourg-en-Brisgau pour se faire transfuser leur propre sang dans une clinique. La clinique universitaire de Fribourg a été perquisitionnée par la police allemande. Deux de ses médecins ont été suspendus. Ils sont soupçonnés d'avoir aidé les coureurs à se doper. Le Stuttgarter Zeitung précise que son article est basé sur un rapport d'une commission universitaire chargée de l'enquête.
Le 31 décembre 2007, l'expert de la lutte contre le dopage, Werner Franke a de nouveau fait entendre sa voix, en affirmant lors d'un entretien avec une radio allemande que « selon les informations dont (il) dispose, l'ensemble de l'équipe T-Mobile est passée par la clinique universitaire de Fribourg et a eu recours à des auto-transfusions sanguines » lors du Tour de France 2006.
Le 24 février 2008, Werner Franke porte plainte contre Andreas Klöden, Michael Rogers ainsi que contre quatre autres anciens coureurs de la formation T-Mobile, qu'il accuse d'avoir eu recours au dopage sanguin. « Je suis persuadé qu'entre cinq et sept coureurs de l'équipe T-Mobile engagés dans le Tour de France 2006 ont procédé à des opérations de dopage à la clinique universitaire de Fribourg », explique-t-il. L'expert a également porté plainte contre le directeur sportif de l'époque, Olaf Ludwig, qui pour lui devait être au courant. La plainte de Franke concerne également l'Allemand Matthias Kessler, les Italiens Eddy Mazzoleni et Giuseppe Guerini et l'Ukrainien Serhiy Honchar.
Le 19 décembre 2008, Patrik Sinkewitz, contrôlé positif pendant le Tour de France 2007 et suspendu pour cela, accuse Andreas Klöden d'avoir reçu des transfusions sanguines à la clinique de Fribourg à la veille du départ du Tour 2006.
Le 26 avril 2009, le magazine allemand Der Spiegel révèle les conclusions d'une commission d'enquête sur le travail de deux docteurs ayant exercé au sein de l'équipe Telekom. Et ces conclusions sont sans appel : le dopage était systématique entre 1995 et 2006 au sein de la Telekom puis de la T-Mobile, au bénéfice notamment d'Andreas Klöden. Pendant deux ans, la commission indépendante mise en place par l'université de Fribourg s'est penchée sur le travail des docteurs Lothar Heinrich et Andreas Schmid, licenciés par la clinique universitaire de Fribourg en 2007 après avoir reconnu leur implication dans le dopage chez Telekom jusqu'en 1999.
Le 13 mai 2009, un comité d'experts, chargés par l'Université de Fribourg d'enquêter sur le travail de deux de ses médecins chargés du suivi médical de l'équipe T-Mobile, expose officiellement ses conclusions et elles sont claires envers Andreas Klöden. Il aurait eu recours au dopage sanguin lors du Tour de France 2006 qu'il avait fini à la deuxième place. «Aux côtés de Patrik Sinkewitz qui est passé aux aveux, au moins deux autres coureurs ont reçu des autotransfusions sanguines avec l'aide des médecins: il s'agit de Matthias Kessler et d'Andreas Klöden», précisent les experts.
Le 31 octobre 2009, on apprend, par le magazine allemand Focus, que Klöden serait prêt à payer pour que le tribunal de Bonn stoppe les poursuites à son encontre. Le montant de la transaction s'élèverait à 25 000 euros.
Le 6 novembre 2009, Andreas Klöden dément avoir payé une amende de 25 000 euros pour obtenir un non-lieu dans l'affaire de dopage sanguin présumé au début du Tour 2006. Le coureur dément tout dopage. En revanche, ses avocats maintiennent que les poursuites contre leur client ont été abandonnées. Andreas Klöden, aurait versé de l'argent à un établissement social.

## Palmarès et résultats

### Palmarès amateur
- 1996
  -  Médaillé de bronze au championnat du monde du contre-la-montre espoirs
- 1997
  -  Champion d'Allemagne sur route espoirs
  - 3ea étape de la Flèche du Sud
  - Prologue et 7eb (contre-la-montre) étape du Tour de Rhénanie-Palatinat
  - 4e étape de la Commonwealth Bank Classic
  - 7e du championnat du monde du contre-la-montre espoirs
- 1998
  - Tour de Basse-Saxe :
    - Classement général
    - 3ea étape (contre-la-montre)

  - Prologue du Tour de Normandie
  - 2e du Tour de Normandie

### Palmarès professionnel
| - 1999 - 3e étape du Tour de l'Algarve - 2000 - Paris-Nice : - Classement général - 7e étape (contre-la-montre) - Tour du Pays basque : - Classement général - 5eb étape (contre-la-montre) - 7e étape de la Course de la Paix - 2e du Tour d'Allemagne - 2e du Tour du Danemark - 3e de la course en ligne des Jeux olympiques - 3e du Regio-Tour - 2002 - 2e du Regio-Tour - 2003 - 7e du Tirreno-Adriatico - 2004 - Champion d'Allemagne sur route - 2e du Tour de France - 2e du Tour de Bavière - 6e de la Flèche wallonne - 6e du Tour d'Allemagne - 2005 - 5e étape du Tour de Bavière - 2006 - Regio-Tour : - Classement général - 4e étape (contre-la-montre) - 2e du Tour de France | - 2007 - Classement général de Tirreno-Adriatico - Circuit de la Sarthe : - Classement général - 3e étape (contre-la-montre) - 10e du Tour de Suisse - 2008 - Tour de Romandie : - Classement général - 3e étape (contre-la-montre) - 2e du Tour de Suisse - 3e du Tour du district de Santarém - 2009 - 5e étape du Tirreno-Adriatico (contre-la-montre) - 1re étape du Tour du Trentin (contre-la-montre) - 4e étape du Tour de France (contre-la-montre par équipes) - 2e du Tour de Luxembourg - 3e du Tirreno-Adriatico - 4e du Tour de Suisse - 6e du Tour de France - 2010 - 8e du Tour de Suisse - 8e de l'Eneco Tour - 2011 - 5e étape de Paris-Nice - 3e étape du Critérium international (contre-la-montre) - Classement général du Tour du Pays basque - 1re étape du Tour du Trentin (contre-la-montre) - 2e de Paris-Nice - 2013 - 9e de Paris-Nice |  |

### Résultats sur les grands tours

#### Tour de France
11 participations
- 2001 : 26e
- 2003 : abandon (9e étape)
- 2004 : 2e
- 2005 : abandon (17e étape)
- 2006 : 2e
- 2007 : exclusion de l'équipe Astana (16e étape)
- 2009 : 5e, vainqueur de la 4e étape (contre-la-montre par équipes)
- 2010 : 13e[note 1],[9]
- 2011 : abandon (13e étape)
- 2012 : 11e
- 2013 : 30e

#### Tour d'Italie
1 participation
- 2008 : abandon (20e étape)

#### Tour d'Espagne
6 participations
- 1998 : abandon (10e étape)
- 1999 : 62e
- 2000 : abandon (14e étape)
- 2002 : abandon (15e étape)
- 2008 : 20e
- 2011 : abandon (13e étape)

### Classements mondiaux
Jusqu'en 2004, le classement UCI concerne tous les coureurs ayant obtenu des points lors de courses du calendrier international de l'Union cycliste internationale (324 courses en 2004). En 2005, l'UCI ProTour et les circuits continentaux sont créés, ayant chacun leur classement. De 2005 à 2008, le classement de l'UCI ProTour classe les coureurs membres d'équipes ProTour en fonction des points qu'ils ont obtenus lors des courses du calendrier UCI ProTour, soit 28 courses en 2005, 27 en 2006, 26 en 2007. En 2008, le calendrier du ProTour est réduit à 15 courses en raison du conflit entre l'UCI et les organisateurs de plusieurs courses majeures. Les trois grands tours, Paris-Roubaix, la Flèche wallonne, Liège-Bastogne-Liège, le Tour de Lombardie, Tirreno-Adriatico et Paris-Nice ne sont donc pas pris en compte dans le classement ProTour 2008. En 2009 et 2010, un « classement mondial UCI » remplace le classement ProTour. Il prend en compte les points inscrits lors des courses ProTour et des courses qui n'en font plus partie, regroupées dans un « calendrier historique », soit au total 24 courses en 2009 et 26 en 2010. Ce nouveau classement prend en compte les coureurs des équipes continentales professionnelles. En 2011, l'UCI ProTour devient l'UCI World Tour et reprend dans son calendrier les courses qui l'avaient quitté en 2008. Il comprend 27 courses en 2011.
Andreas Klöden apparaît pour la première fois au classement UCI en 1996 et y obtient sa meilleure place en 2000 : 16e. Après la création de l'UCI ProTour en 2005, il est classé au mieux 3e en 2008.
| Année                  | 1996 | 1997 | 1998 | 1999 | 2000 | 2001 | 2002 | 2003 | 2004 | 2005 | 2006 | 2007 | 2008 | 2009 | 2010 | 2011 | 2012 | 2013 |
| ---------------------- | ---- | ---- | ---- | ---- | ---- | ---- | ---- | ---- | ---- | ---- | ---- | ---- | ---- | ---- | ---- | ---- | ---- | ---- |
| Classement UCI         | 993e | 408e | 369e | 345e | 16e  | 399e | 332e | 238e | 24e  |      |      |      |      |      |      |      |      |      |
| Classement ProTour     |      |      |      |      |      |      |      |      |      | 163e | 29e  | 31e  | 3e   |      |      |      |      |      |
| Calendrier mondial UCI |      |      |      |      |      |      |      |      |      |      |      |      |      | 13e  | 72e  |      |      |      |
| UCI World Tour         |      |      |      |      |      |      |      |      |      |      |      |      |      |      |      | 20e  | 94e  | 116e |